# Al-Qasr
al-Qasr (arabiska: القصر) är en distriktshuvudort i Jordanien. Den ligger i provinsen al-Karak, i den centrala delen av landet, 70 km söder om huvudstaden Amman. al-Qasr ligger 933 meter över havet och antalet invånare är 3 840.